# Karol Sidor
Karol Sidor (ur. 16 lipca 1901 w Rużomberku, zm. 20 października 1953 w Montrealu) – słowacki działacz polityczny, publicysta i pisarz, członek Słowackiej Partii Ludowej (HSĽS), ideolog klerykalnego nacjonalizmu, dowódca Gwardii Hlinki na przełomie 1938/1939 roku, premier Słowacji w marcu 1939 roku, ambasador przy Stolicy Apostolskiej podczas II wojny światowej.

## Życiorys
Uczył się w gimnazjum w Rużomberku. Następnie studiował prawo na uniwersytecie w Pradze, a potem w Bratysławie, ale studiów nie ukończył. Jednocześnie zaangażował się w działalność polityczną, zostając w 1920 roku członkiem Słowackiej Partii Ludowej. Był bliskim współpracownikiem księdza Andreja Hlinki. Od 1931 roku był redaktorem naczelnym pism „Slovák” i „Slovenská pravda”. W 1934 roku został aresztowany przez władze czechosłowackie i trafił na 7 tygodni do więzienia. W latach 1935–1939 był parlamentarzystą. W 1935 roku doszło między nim i księdzem Jozefem Tiso do silnego konfliktu na tle wysunięcia kandydatów przez HSĽS na prezydenta Czechosłowacji. Po śmierci ks. A. Hlinki w sierpniu 1938 roku, K. Sidor faktycznie przejął przywództwo HSĽS. 6 października Słowacja otrzymała autonomię w ramach Czechosłowacji. Na jej czele stanął ks. J. Tiso, a K. Sidor został jego zastępcą. Od grudnia 1938 r. do marca 1939 roku pełnił funkcję ministra bez teki w rządzie czechosłowackim. Jednocześnie był pierwszym dowódcą nielegalnie działającej Gwardii Hlinkowej. Od 11 do 14 marca sprawował funkcję premiera autonomicznej Słowacji, po Jozefie Siváku. Do 18 kwietnia był ministrem spraw wewnętrznych niepodległego Państwa Słowackiego. Był przeciwnikiem wprowadzenia wojsk niemieckich na terytorium Słowacji, co uczynił rząd dr Tiso.
Z powodu swoich polonofilskich sympatii (był wielkim zwolennikiem wzmocnienia politycznych związków z Polską) oraz konfliktu z ks. J. Tiso i jego sympatykami został odsunięty od spraw państwowych i wysłany jako ambasador do Stolicy Apostolskiej, gdzie przebywał do końca wojny. Jego zwolennicy występowali przeciwko zbrojnej napaści Niemiec na Polskę we wrześniu 1939 roku. Następnie wyemigrował do Kanady, gdzie założył Słowacką Radę Narodową na uchodźstwie. W 1947 roku został zaocznie skazany przez władze czechosłowackie na karę 20 lat więzienia.
Karol Sidor był także prozaikiem i publicystą. Z jego dzieł literackich można wymienić m.in. nowelę „Kliatba nenarodených” (1922), czy powieść historyczną „Kysuca” (1925). Z twórczości publicystycznej największą wartość miały powieść dokumentalna „Cestou po Poľsku” (1927), praca dokumentalno-historyczna „Slováci v zahraničnom odboji” (1928), reportaże „Sedem týždňov” (1935), dokumenty „Masakra v Černovej”, „Slovenská politika na pôde pražského snemu 1918 – 1938”, czy „Ako vznikal Slovenský štát”. W 1947 roku opublikował swoje wspomnienia z Watykanu pt. „Šesť rokov vo Vatikáne”. Po śmierci opublikowano dziennik, który spisywał podczas misji w Watykanie „Vatikánsky dennik” t. I-II (2011, 2012).